# Турбіна № 3
«Турбіна № 3» (інші назви: «Переможці ночі» і «Електро») — радянський німий художній фільм-драма режисера Семена Тимошенка, що вийшов на екран 28 червня 1927 року.

## Сюжет
Будується гідроелектростанція на одній з північних річок (зйомки фільму здійснювалися на «Волховбуді»). Через льодохід виникає загроза руйнування дамби. Колектив будівельників рятує греблю. На тлі будівництва розвиваються любовні стосунки між інженером Сущинським і дружиною механіка Кожури. Будівництво наближається до кінця. Інженер Сущинський, що знаходиться в санаторії через хворобу, виявляє неправильний розрахунок в турбіні № 3. Перемагаючи хворобу, він повертається на будівництво. Робочі знаходять його без свідомості. Сущинський встигає на будівництво за кілька секунд до пуску турбіни. Катастрофа відвернена.

## У ролях
- Петро Кузнецов —  Сущинський, інженер
- Марк Галл —  Штифт, технік
- Микола Лебедєв —  Кожура, механік
- Тетяна Гурецька —  Марія, робітниця
- Віктор Плотников — епізод
- Валентина Грибоєдова — епізод
- Михайло Гіпсі — епізод
- Д. Нестеров — епізод

## Знімальна група
- Режисер: Семен Тимошенко
- Сценаристи: Адріан Піотровський і Микола Ердман
- Оператори: Святослав Бєляєв і Андрій Москвін
- Художник: Борис Дубровський-Ешке